# Karl Zehnter
Karl Zehnter (* 27. März 1900 in München; † 30. Juni oder 1. Juli 1934) war ein deutscher Gastwirt. Zehnter wurde vor allem bekannt als eines der Opfer der Röhm-Affäre im Frühsommer 1934.

## Leben und Wirken

### Jugend (1900 bis 1924)
Karl Zehnter war das zweite von drei Kindern des Gastwirtes Georg Zehnter und seiner Ehefrau Barbette, geb. Bäumler. Vor ihm geboren wurde die Schwester Margarethe (1897–1954) und nach ihm die Schwester Käthe (1903–1977).
In seiner Jugend begann Zehnter, in der Gastwirtschaft seiner Eltern, dem Münchener Restaurant „Zum Bratwurstglöckl“, neben dem Liebfrauendom in München zu arbeiten. 1918 zum Kriegsdienst eingezogen, war er kurz vor Kriegsende noch an der Westfront eingesetzt. Nach dem Tod seines Vaters im Jahr 1922 und dem Tod seiner Mutter im Jahr 1924 wurde Zehnter neuer Wirt des Restaurants. In den Münchener Adressbüchern wurde er fortan als „Gastwirt (Nürnberger Bratwurstglöckl)“ oder „Gastwirt (Nürnberger Bratwurstglöckl am Dom) und Schweinemetzgerei“ mit der Adresse am Frauenplatz 90 verzeichnet.

### Beziehungen zum Kreis um Ernst Röhm
In der Zeit nach dem Ersten Weltkrieg begann Zehnter sich in Kreisen der extremen politischen Rechten zu bewegen. Zu Beginn der 1920er Jahre unterhielt er Verbindungen zu dem in München aktiven Freikorps Roßbach, dem er möglicherweise auch zeitweise angehörte. Auf diesem Weg lernte er den Weltkriegsveteranen und Fememörder Edmund Heines, einen der Anführer der „Roßbacher“, kennen, zu dem er freundschaftliche Bande knüpfte. Von 1922 bis 1923 gehörte Zehnter der von Heines geführten 20. Hundertschaft der Münchener SA („Roßbachgruppe“).
Am 8./9. November 1923 nahm Zehnter am Hitler-Putsch teil. Insbesondere nahm er an der Bewachung einiger von den Putschisten in Geiselhaft genommenen und nach Höhenkirchen verschleppter Münchener Stadträte teil.
Im Mai 1924 besuchte Zehnter zusammen mit Heines Adolf Hitler als Gefangenen auf der Festung Landsberg. Nachdem Heines selbst im Juni 1924 für drei Monate als Häftling in die Festung einrücken musste, besuchte Zehnter auch ihn wiederholt dort.
Durch Heines lernte Zehnter im Jahr 1924 auch den damaligen Führer der paramilitärischen Organisation Frontbann und späteren NSDAP-Politiker Ernst Röhm kennen, der zu dieser Zeit ein Stammgast von Zehnters Restaurant war. In den folgenden zehn Jahren diente das „Bratwurstglöckl“ als ständiger Treffpunkt und Umschlagsplatz des Freundeskreises um Heines und Röhm, die einen ständig reservierten Stammtisch im Bratwurstglöckl unterhielten. Zehnter und Röhm wurden schließlich Duzfreunde.
Da dem Freundeskreis im Bratwurstglöckl auch zahlreiche Personen angehörten, deren Homosexualität später öffentlich bekannt und sogar zu einem Politikum wurde, wird in der Literatur vielfach angenommen, dass auch Zehnter homosexuell war. In den erhalten gebliebenen Protokollen eines Prozesses, der im Oktober 1934, einige Monate nach dem Tod Röhms und Zehnters, vor dem Landgericht München gegen Röhms ehemaligen Adjutanten Karl-Leon Dumoulin-Eckart, seinen Zubringer Peter Granninger und gegen zwei weitere Untergebene bzw. Freunde Röhms wegen der Teilnahme an bzw. der Beihilfe zu „widernatürlicher Unzucht“, die Röhm von 1931 bis 1934 mit rund zwanzig Heranwachsenden praktiziert hatte, finden sich verschiedene Zeugenaussagen, die bestätigen, dass Zehnter sich verschiedentlich mit Röhm und dessen heranwachsenden Bekannten homosexuell betätigte.
Als Heines bei der Reichstagswahl vom September 1930 ein Reichstagsmandat für die NSDAP gewinnen konnte und Röhm zum Ende des Jahres 1930 von Adolf Hitler zum Stabschef der SA ernannt wurde, begannen die politischen Gegner der NSDAP ihre Homosexualität als propagandistische Angriffsfläche zu nutzen, wobei auch Zehnter und sein Restaurant angegriffen wurden. Starke Beachtung fand beispielsweise ein am 14. April 1931 in der sozialdemokratischen Zeitung Münchener Post erschienener Artikel mit der Überschrift „Stammtisch 175“ (der § 175 des Strafgesetzbuches stellte damals homosexuelle Beziehungen unter Strafe), in dem „Heines, Röhm, Zentner [sic!] und wie sie alle heißen“ in einem fingierten Brief eines angeblichen früheren NSDAP-Mitgliedes öffentlich als homosexuell identifiziert wurden. Außerdem äußerte der Verfasser des Artikels seine Genugtuung darüber, dass er der „Clique vom Bratwurstglöckl“ den Rücken gekehrt habe.
Trotz seiner engen Assoziierung mit führenden NS-Politikern trat Zehnter erst am 1. Mai 1933 offiziell in die NSDAP ein (Mitgliedsnummer 3.209.598).

### Der Mordfall Karl Zehnter
Am Abend des 30. Juni 1934 wurde Zehnter im Zuge der Röhm-Affäre von mehreren SS-Leuten, die wahrscheinlich zur sogenannten Österreichischen Legion gehörten, aus seiner Wohnung geholt und mit einem Kraftwagen abtransportiert und noch am selben Abend erschossen aufgefunden.
Wie die Gendarmeriestation Schwabhausen der Staatsanwaltschaft beim Landgericht München II in einem Bericht vom selben Tag meldete, wurde Zehnter am Abend des 30. Juni zwischen 18.30 und 19.00 Uhr auf der Staatsstraße von Dachau nach Augsburg außerhalb von Stetten bei Längenmoos in einem Auto erschossen und die Leiche im Straßengraben zurückgelassen.
Der tote Zehnter wurde gegen 19 Uhr von einem örtlichen Gastwirt namens Göttler von Rummmelshausen an der Stelle seiner Ermordung im Straßengraben liegend entdeckt, als er zufällig an der entsprechenden Stelle mit seinem Motorrad vorbeifuhr. Er verständigte daraufhin den Stationsführer des Gendarmeriepostens Schwabhausen bei Dachau im Jahr 1934, den Gendarmeriekommissär Xaver Schrönghammer, und führte ihn zu der Stelle, an der der Tote lag. Schrönghammer bezeichnete diese in einem Protokoll mit „im südlichen Straßengraben“ der „Staatsstraße [Dachau nach Augsburg] bei Klm. 24, etwa 300 Meter innerhalb des Klm.Steines, in der Nähe des Waldstückes Lengermoos“. Der Tote lag auf dem Rücken, mit dem Kopf Richtung Stetten. Der Kommissär stellte am Hinterkopf des Toten zwei oder drei Schusswunden fest. Da er keine Austrittswunden bemerkte, ging er davon aus, das ihm Steckschüsse versetzt worden sein müssten.
Nach der initiale Tatbestandsaufnahme beauftragte Schrönghammer einen örtlichen Schweinehändler namens Max Meier aus Stetten bei Schwabhausen damit, die Leiche zu bewachen, während er, Schrönhammer, zu seiner Dienststelle zurückfuhr, um die zuständige Staatsanwaltschaft München II telefonisch über den Leichenfund zu verständigen. In der Zeit zwischen dem Weggang Schrönghammers und seiner Rückkehr zum Tatort erschienen dort drei SS-Männer mit einem Kraftwagen und zwangen Meier mit vorgehaltenen Schusswaffen, ihnen den Toten herauszugeben, verluden diesen in ihren Wagen und fuhren dann in Richtung Dachau davon. Der Vorfall wurde daraufhin von den Gendarmen in das Sicherheitsstörungsverzeichnis in Schwabhausen eingetragen und der Staatsanwaltschaft zur weiteren Bearbeitung überlassen.
Zehnters Leiche wurde von den SS-Leuten, die sie abgeholt hatten, derweil ins KZ Dachau gebracht und von dort am 3. Juli 1934 mit den Leichen einer Anzahl weiterer Personen, die vom 30. Juni bis 2. Juli im Lager oder seiner Nähe ermordet worden waren, in ein Krematorium transportiert und eingeäschert. Die Asche wurde seinen Angehörigen überlassen und im Familiengrab auf dem Westfriedhof beigesetzt.
Die aufgrund der Meldung der Gendarmerie in den ersten Julitagen anlaufenden Ermittlungen der Staatsanwaltschaft zu Zehnters Tod kamen zu dem Ergebnis, dass es zweifelsfrei feststände, dass Zehnter von bewaffneten SS-Männern erschossen worden sei. Dies meldete der zuständige Oberstaatsanwalt dem Generalstaatsanwalt in München. Da man sich bei der Justizbehörde nicht sicher war, ob die Erschießung Zehnters zu den politischen Maßnahmen des 30. Juni gehörte und somit unter „Maßnahmen der Staatsnotwehr“ falle, wurde um eine Entscheidung des Bayerischen Justizministeriums über die weitere Verfahrensweise gebeten. Später wurden keine weiteren Ermittlungen angestellt, nachdem der Name Zehnter vom Geheimen Staatspolizeiamt in Berlin auf eine Liste von 77 (später 83) Namen gesetzt wurde, deren Tötung Hitler nachträglich billigte und damit der staatsanwaltschaftlichen Untersuchung entzog.
Offiziell beurkundet wurde Zehnters Tod beim Standesamt Prittlbach am 27. Juli 1934 mit der Sterbeurkunde Nr. 14/1934. In dieser wurde auf Veranlassung der Bayerischen Politischen Polizei wahrheitswidrig die Gemeinde Prittlbach, Werk Dachau (d. h. das KZ Dachau), als Sterbeort eingetragen.
Zehnters Restaurant wurde nach seinem Tod von seiner jüngeren Schwester Käthe und ihrem Ehemann Eduard Staub übernommen.
Die Deutschland-Berichte der Sopade gaben zeitgenössisch den folgenden Bericht von Zehnters Tod der weitgehend mit den (damals noch nicht öffentlich bekannten) Angaben der Staatsanwaltschaft übereinstimmt:
„Der Wirt des Bratwurstglöckls Zehnter ist mit noch einem Nazi, dessen Namen nicht zu ermitteln war, mit einem Kraftwagen auf der Straße nach Ginding geflüchtet. Sie wurden von der SS verfolgt. Das Auto wurde zum Halten gezwungen, die beiden Insassen herausgerissen und sofort auf der Straße niedergeknallt.“
Nach dem Zusammenbruch der NS-Herrschaft wurde 1949 eine erneute Untersuchung des Mordes an Zehnter durch die Staatsanwaltschaft München vorgenommen: Es gelang aufgrund von 1934 in München umlaufenden Redereien, dass ein gewisser Müller in den Fall verwickelt gewesen sei, den Tennislehrer Max Müller (* 4. Mai 1911 in München), der 1933 dem SS-Motorsturm 33 angehört hatte, als den Fahrer des Kraftwagens, mit dem Zehnter von seiner Wohnung zu dem Ort seiner Ermordung gebracht worden war, zu identifizieren. Müller gestand dies in seiner Befragung durch die Staatsanwaltschaft ein. Er berichtete zu seinen Erlebnissen im Zusammenhang mit Zehnters Tod, dass er (Müller) am Abend des 30. Juni 1934 von dem Führer des SS-Abschnitts IX (München), Johann-Erasmus von Malsen-Ponickau, den Auftrag erhalten habe, als Bereitschaftsfahrer einen Kraftwagen der SS zur Münchener Türkenkaserne zu fahren, um einen Mann in Zivil abzuholen. Dieser habe ihn dann ins KZ Dachau dirigiert. Dort sei der Zivilist ausgestiegen und stattdessen seien ein anderer Mann in Zivil und drei SS-Männer zugestiegen, die ihn nun zu dem Haus am Münchener Frauenplatz 9 I, in dem sich Zehnters Wohnung befand, fahren hätten lassen. Dort hätten die SS-Leute Zehnter aus seiner Wohnung geholt und ihn, Müller, dann angewiesen, wieder Richtung Dachau zu fahren. Auf der Fahrt habe er beobachtet, wie die SS-Männer Zehnter erschossen und ihn nach dem Anhalten in den Straßengraben zerrten. Er, Müller, habe bis zu diesem Zeitpunkt nicht gewusst, dass eine Tötung Zehnters, beabsichtigt sei. Anschließend hätte er, Müller, denn Zivilisten, der das Unternehmen leitete, zur Münchener Türkenkaserne fahren müssen. Die Münchener Staatsanwaltschaft stellte hierzu in ihrem Bericht fest, dass Müllers Schilderungen zur Ermordung Zehnters sich mit ihren eigenen Ermittlungen decken würden, und dass sie daher überzeugt sei, dass man diesen „zum mindesten bezüglich der Tatausführung keine wesentlichen Zweifel entgegensetzen“ könne.
Die Gründe für die Ermordung Zehnters sind bis heute nicht vollständig gesichert. Am wahrscheinlichsten ist jedoch, dass er aus keinem speziellen Grund umgebracht wurde, sondern einfach als Angehöriger des Freundeskreises von Ernst Röhm und Heines auf eine Schwarze Liste geriet, deren Einträge in den Tagen des Putsches abgearbeitet wurden. Hierfür spricht, dass auch zahlreiche andere Personen aus dem engeren Umkreis der angeblich zum Putsch entschlossenen höheren SA-Führer, wie Chauffeure und Adjutanten, während der Mordaktion erschossen wurden. Als Hintergrund für die Beseitigung dieser relativ bedeutungslosen Personen wird zumeist angenommen, dass die Organisatoren der Säuberungswelle durch die Mit-Beseitigung der Personen des persönlichen Umfeldes der Hauptziele, d. h. der höheren SA-Führer, sicherstellen wollten, dass diese nach der Säuberungswelle keine Entlastungszeugnisse für die Ermordeten mehr geben könnten, die öffentlich aussagen könnten, dass diese die ihnen von der Propaganda unterstellten Putschpläne gar nicht gehabt hätten.
In der zeitgenössischen Exilantenpresse wurde in den ersten Jahren nach den Ereignissen des Röhm-Putsches wiederholt die Behauptung aufgestellt, dass Zehnter auf Veranlassung von Joseph Goebbels erschossen worden sei: Als Grund, weshalb Goebbels Zehnter umbringen habe lassen, wurde angegeben, dass der Wirt für ihn ein unbequeme Zeugen einer vertraulichen Besprechung gewesen sei, die wenige Wochen vor den Ereignissen vom 30. Juni 1934 zwischen ihm, Goebbels, und Röhm in einem Hinterzimmer von Zehnters Lokal stattgefunden habe, bei der Goebbels sich mit Röhm solidarisch erklärt und ihm zugesagt habe, dass er seine politische Linie unterstützen würde. Erstmals nachweisbar ist diese Behauptung in Otto Strassers Schrift Die deutsche Bartholomäusnacht, die im Spätsommer 1934 in der Tschechoslowakei erschien, sowie in dem kommunistischen Weissbuch über die Erschießungen vom 30. Juni 1934, zwei Arbeiten, die sich in ihrer Entstehungsphase gegenseitig beeinflussten, so dass nicht eindeutig zu klären ist, wer der ursprüngliche Urheber der Goebbels-Behauptung zum Mord an Zehnter ist. Obwohl niemals ein Beweis für die Richtigkeit der Behauptung von der Urheberschaft Goebbels’ zu Tage gefördert worden ist, ist die Behauptung in der historischen und publizistischen Literatur zum Röhm-Putsch immer wieder aufgegriffen worden. Die Behauptung des angeblichen Treffens Röhm-Goebbels wird in der Forschung mehrheitlich als zweifelhaft angesehen. So charakterisierte Kurt Gossweiler sie als „reines Phantasieprodukt“. Zehnters Schwester, die in seiner Wirtschaft mitarbeitete, versicherte der Münchener Staatsanwaltschaft bereits 1949, dass sie Strassers Buch und die dort aufgestellte Behauptung über die Hintergründe des Todes ihres Bruders kenne und mit Bestimmtheit sagen könnte, dass diese nicht zutreffen könnten, dass sie genau wüsste, dass Goebbels sich niemals in der Wirtschaft ihres Bruders aufgehalten habe.
Ebenfalls auf Lancierungen der Exil-Presse ging auch die immer wieder in der Literatur anzutreffende Behauptung zurück, außer Zehnter auch mehrere seiner Bediensteten im Zuge der Säuberungsaktion vom 30. Juni/1. Juli 1934 erschossen worden seien: Das Weissbuch und Strasser geben etwa an, dass neben Zehnter auch sein Kellner und sein Zapfmeister damals umgebracht worden seien. In diesem Sinne behauptete Hans Bernd Gisevius noch in den 1950er Jahren, außer Zehnter seien auch „drei seiner entarteten Kellner“ erschossen worden. Tatsächlich kamen keine weiteren Bediensteten des Bratwurstglöckl ums Leben.